# Jacek Puziewicz
Jacek Puziewicz (ur. 10 kwietnia 1956) – polski geolog, prof. dr hab. nauk o Ziemi, profesor zwyczajny Instytutu Nauk Geologicznych Wydziału Nauk o Ziemi i Kształtowania Środowiska Uniwersytetu Wrocławskiego.

## Życiorys
Studia ukończył w 1980. W 1985 obronił pracę doktorską Geneza aplitów masywu strzegomskiego napisaną pod kierunkiem Alfreda Majerowicza, 26 czerwca 1995 habilitował się na podstawie pracy zatytułowanej Minerały żelaza i magnezu jako źródło informacji o warunkach powstawania granitoidów. 18 października 2004 nadano mu tytuł profesora w zakresie nauk o Ziemi. 
Jest zatrudniony na stanowisko profesora zwyczajnego w Instytucie Nauk Geologicznych na Wydziale Nauk o Ziemi i Kształtowania Środowiska Uniwersytetu Wrocławskiego.
W latach 2005–2012 był dyrektorem Instytutu Nauk Geologicznych Wydziału Nauk o Ziemi i Kształtowania Środowiska Uniwersytetu Wrocławskiego.